# Hiệu ứng Evershed
Hiệu ứng Evershed, đặt theo tên của người Anh nhà thiên văn học John Evershed, là dòng chảy xuyên tâm của khí trên photospheric bề mặt của vùng nửa tối của vết đen từ biên giới nội tâm với vùng bóng tối về phía mép ngoài.
Tốc độ thay đổi từ khoảng 1 km / s ở biên giới giữa vùng bóng tối và vùng bóng nửa gối đến tối đa khoảng gấp đôi khoảng này ở giữa vùng bóng nửa gối và rơi xuống 0 ở rìa ngoài của bán đảo. Evershed lần đầu tiên phát hiện ra hiện tượng này vào tháng 1 năm 1909, khi đang làm việc tại Đài thiên văn mặt trời Kodaikanal ở Ấn Độ, khi ông phát hiện ra rằng vạch quang phổ của vết đen cho thấy hiệu ứng doppler.
Sau đó, các phép đo các vạch quang phổ phát ra trong các bước sóng tử ngoại đã cho thấy sự dịch chuyển màu đỏ có hệ thống. Hiệu ứng Evershed là phổ biến cho mọi vạch quang phổ được hình thành ở nhiệt độ dưới 10 5   K; thực tế này sẽ ngụ ý một dòng chảy liên tục từ khu vực chuyển tiếp về phía tầng quyển. Vận tốc quan sát được khoảng 5  km/s. Tất nhiên, điều này là không thể, vì nếu đó là sự thật, corona sẽ biến mất trong một thời gian ngắn thay vì lơ lửng trên Mặt trời ở nhiệt độ hàng triệu độ trên khoảng cách lớn hơn nhiều so với bán kính mặt trời.
Nhiều lý thuyết đã được đề xuất để giải thích sự dịch chuyển đỏ này trong các cấu hình dòng của vùng chuyển tiếp, nhưng vấn đề vẫn chưa được giải quyết, vì một lý thuyết mạch lạc nên tính đến tất cả các quan sát vật lý: trung bình các dòng UV được dịch chuyển đỏ, nhưng chúng ta nhìn thấy chúng lại và ra dao động vận tốc cùng một lúc.
Trong tổng hợp, các cơ chế đề xuất là:
- Siphon chảy trong các vòng vành được điều khiển bởi chênh lệch áp suất,[3]
- Mặt cắt khác nhau của các điểm vòng vành,[4]
- Sự trở lại của các bào tử,[5]
- Nhiều luồng,[6]
- Sợi nano,[7] và
- Sự mất ổn định nhiệt trong quá trình ngưng tụ crospheric.[8]

Hiệu ứng này đã được kỷ niệm trong một con tem bưu chính được phát hành ở Ấn Độ vào ngày 2 tháng 12 năm 2008 